# ビロードサンシチ

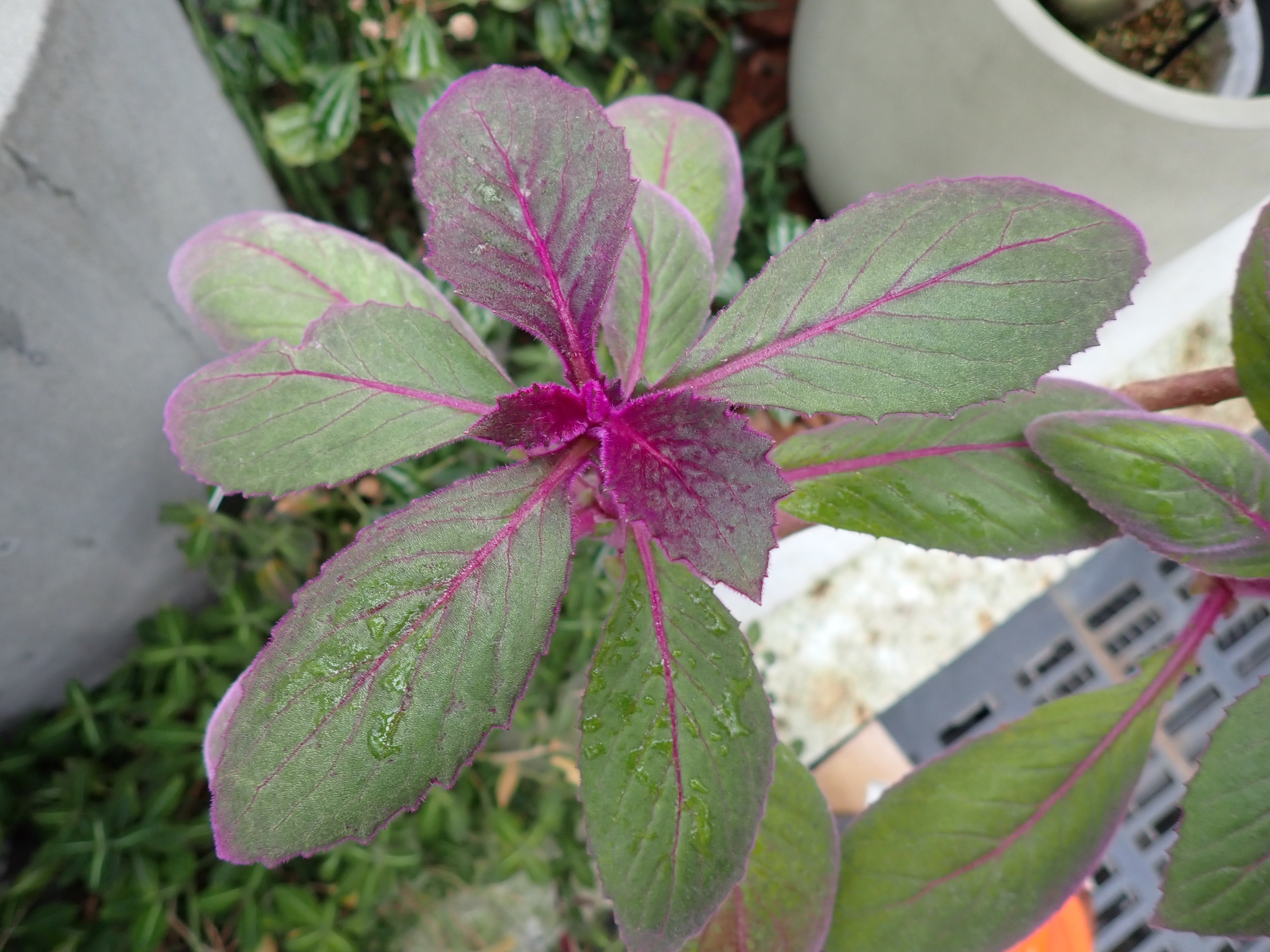
ビロードサンシチ（2024年11月 名古屋市 東山動植物園）

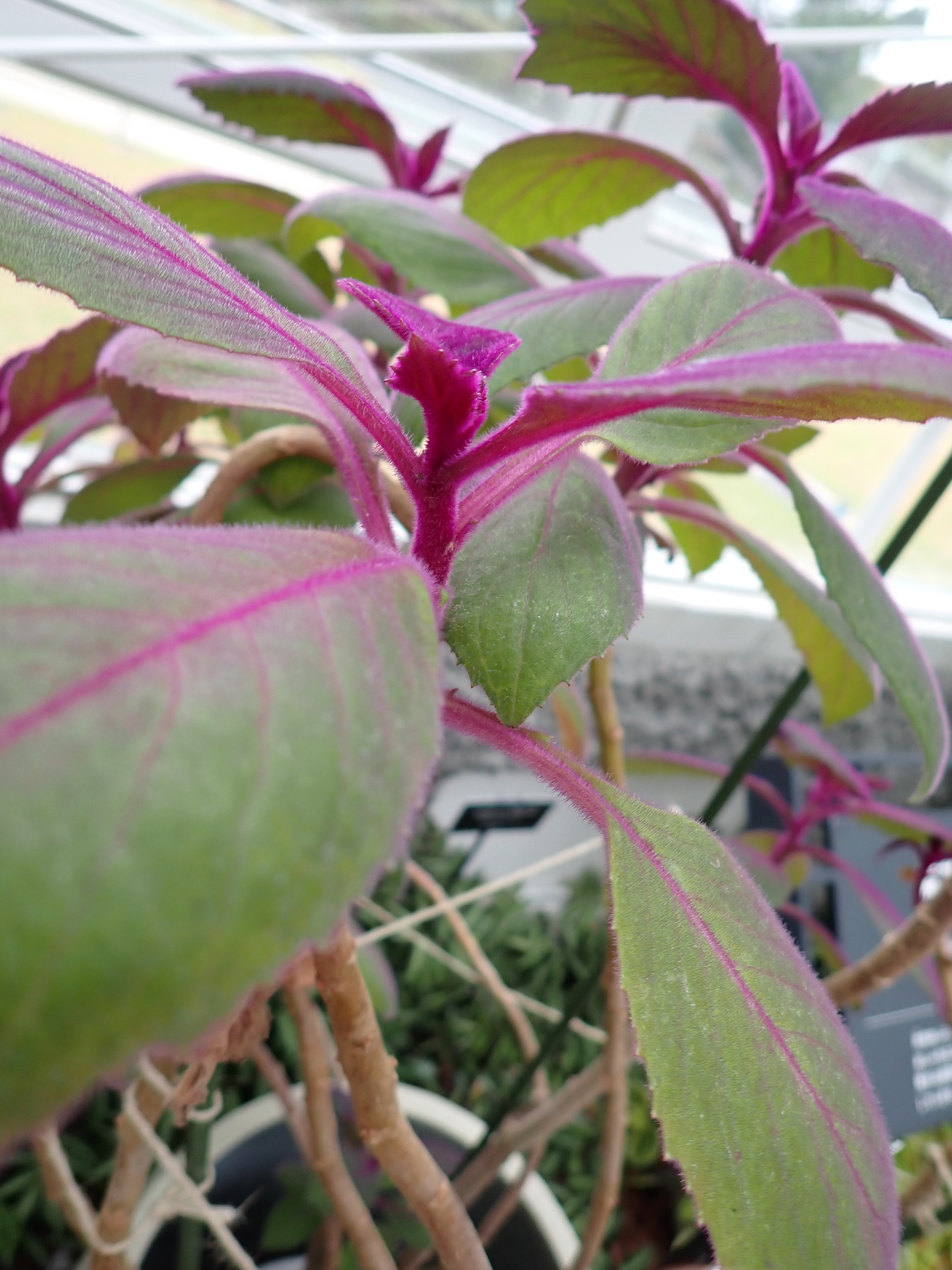
葉は互生する（2024年11月 名古屋市 東山動植物園）

ビロードサンシチ（学名：Gynura aurantiaca）はキク科サンシチソウ属の半つる性の多年生草本〜常緑亜低木。
種小名aurantiacaは橙色を意味し、花色に由来する。和名は茎葉がビロード状の毛で覆われ、葉に3–7個の欠刻が入ることに因む。

## 特徴
茎や葉に紫色の短毛が密生する。茎は肉質で、60–80cmに直立した後、他物に寄り添うように横に伸び、長さ6mに達することもある。葉は互生し、単葉で軟質、卵形〜幅広楕円形、暗緑色で長さ10–20cm、縁辺に不定形の欠刻が不規則に並ぶ。花は茎頂や茎頂付近の葉腋から長い花茎を伸ばし、径2cmほどの橙色の頭状花をつける。開花期は夏。
つる性品種’パープル・パッション’の茎は直立せず、半つる状になり匍匐する。葉は披針形〜長楕円状倒披針形で長さ10cmほど。

## 分布
インド、ジャワ島、スマトラ島原産。

## 利用
つる性品種’パープル・パッション’は鉢物に向く。日当たりを好むため、成長期の5–9月は戸外管理が望ましいが、真夏はやや遮光する。秋以降は室内管理で水やりを控える。越冬には最低気温3–5℃以上を要する。繁殖は挿し木による。